# 阿爾西諾波利斯
18°19′26″S 53°42′21″W / 18.32389°S 53.70583°W
阿爾西諾波利斯（葡萄牙語：Alcinópolis），是巴西的城鎮，位於該國西部，由南馬托格羅索州負責管轄，始建於1992年4月22日，面積4,400平方公里，海拔高度443米，2010年人口4,569，人口密度每平方公里1.04人。